# جون جوزيف أونيل
جون جوزيف أونيل (بالإنجليزية: John Joseph O'Neill)‏ هو محامي وسياسي أمريكي، ولد في 25 يونيو 1846 في سانت لويس في الولايات المتحدة، وتوفي بنفس المكان في 19 فبراير 1898. حزبياً، نشط في الحزب الديمقراطي. وقد انتخب عضو مجلس نواب ولاية ميسوري وانتخب عضو مجلس النواب الأمريكي.